# PTCRA
PTCRA (англ. Pre T-cell antigen receptor alpha) – білок, який кодується однойменним геном, розташованим у людей на 6-й хромосомі. Довжина поліпептидного ланцюга білка становить 281 амінокислот, а молекулярна маса — 29 266.
| 10         |  | 20         |  | 30         |  | 40         |  | 50         |
| ---------- |  | ---------- |  | ---------- |  | ---------- |  | ---------- |
| MAGTWLLLLL |  | ALGCPALPTG |  | VGGTPFPSLA |  | PPIMLLVDGK |  | QQMVVVCLVL |
| DVAPPGLDSP |  | IWFSAGNGSA |  | LDAFTYGPSP |  | ATDGTWTNLA |  | HLSLPSEELA |
| SWEPLVCHTG |  | PGAEGHSRST |  | QPMHLSGEAS |  | TARTCPQEPL |  | RGTPGGALWL |
| GVLRLLLFKL |  | LLFDLLLTCS |  | CLCDPAGPLP |  | SPATTTRLRA |  | LGSHRLHPAT |
| ETGGREATSS |  | PRPQPRDRRW |  | GDTPPGRKPG |  | SPVWGEGSYL |  | SSYPTCPAQA |
| WCSRSALRAP |  | SSSLGAFFAG |  | DLPPPLQAGA |  | A          |  |            |

A: Аланін

C: Цистеїн

D: Аспарагінова кислота

E: Глутамінова кислота

F: Фенілаланін

G: Гліцин

H: Гістидин

I: Ізолейцин

K: Лізин

L: Лейцин

M: Метіонін

N: Аспарагін

P: Пролін

Q: Глутамін

R: Аргінін

S: Серин

T: Треонін

V: Валін

W: Триптофан

Кодований геном білок за функцією належить до рецепторів. 
Задіяний у такому біологічному процесі, як альтернативний сплайсинг. 
Локалізований у мембрані.